# Cézac (Gironde)
Cézac ist eine französische Gemeinde mit 2.740 Einwohnern (Stand: 1. Januar 2022) im Département Gironde in der Region Nouvelle-Aquitaine. Sie gehört zum Arrondissement Blaye und zum Kanton Le Nord-Gironde. Die Einwohner werden Cézacais genannt.

## Geografie
Cézac liegt etwa 30 Kilometer nordnordöstlich von Bordeaux und 21 Kilometer ostsüdöstlich von Blaye. Umgeben wird Cézac von den Nachbargemeinden Civrac-de-Blaye im Nordwesten und Norden, Saint-Mariens im Norden, Cavignac im ordosten und Osten, Marsas im Südosten, Cubnezais im Süden, Saint-Laurent-d’Arce im Süden und Südwesten, Tauriac im Südwesten sowie Pugnac im Westen und Nordwesten. 
Am Westrand der Gemeinde führt die Autoroute A10 entlang und durch den Osten die Route nationale 10.

## Bevölkerungsentwicklung
| Jahr                       | 1962 | 1968 | 1975 | 1982 | 1990 | 1999 | 2009 | 2020 |
| Einwohner                  | 1128 | 1074 | 1107 | 1366 | 1580 | 1762 | 2276 | 2678 |
| Quellen: Cassini und INSEE |      |      |      |      |      |      |      |      |

## Sehenswürdigkeiten
- Romanische Kirche Saint-Pierre aus dem 14./15. Jahrhundert, Reste im heutigen Bau aus dem 19. Jahrhundert erkennbar

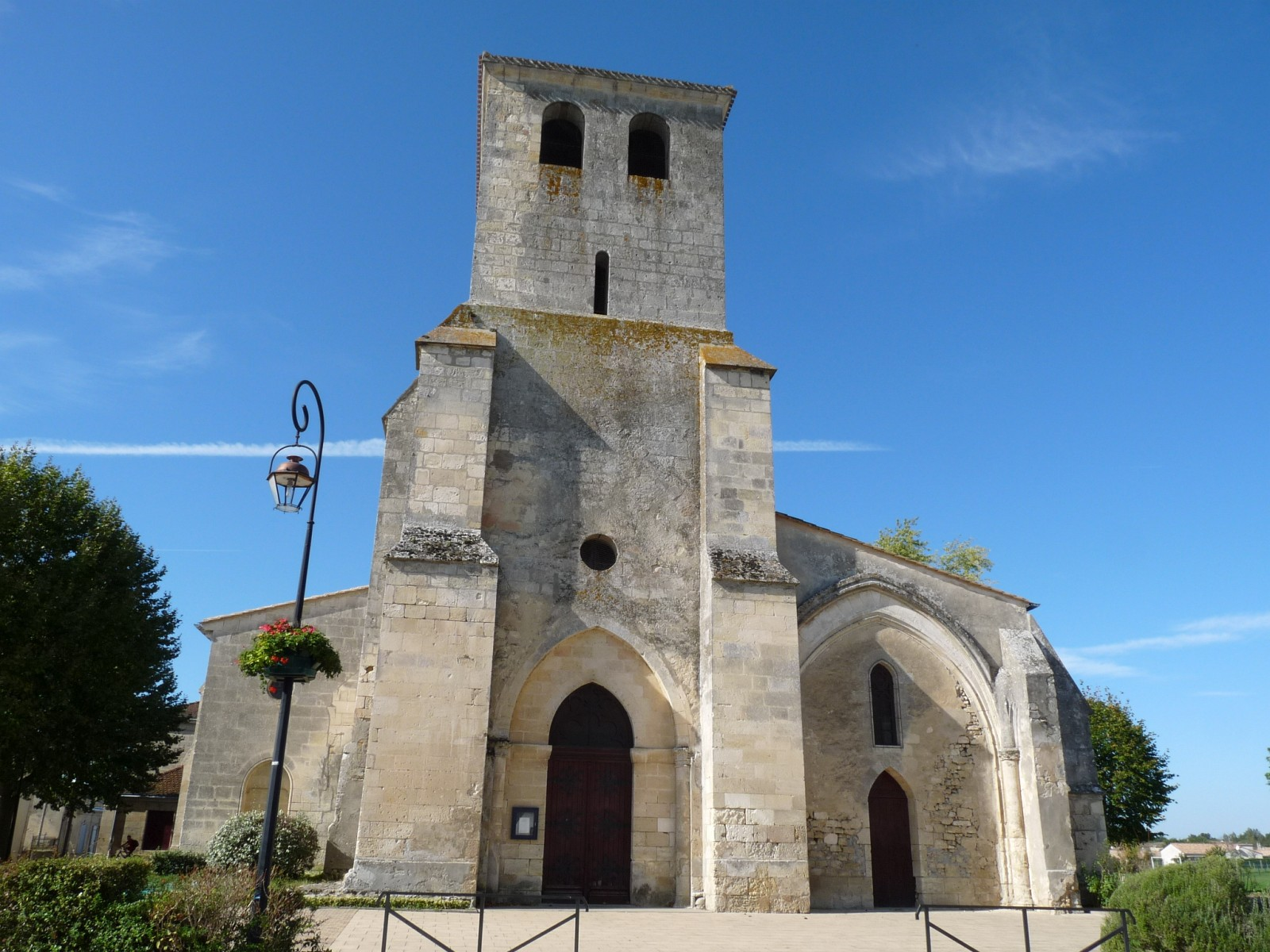
Kirche Saint-Pierre
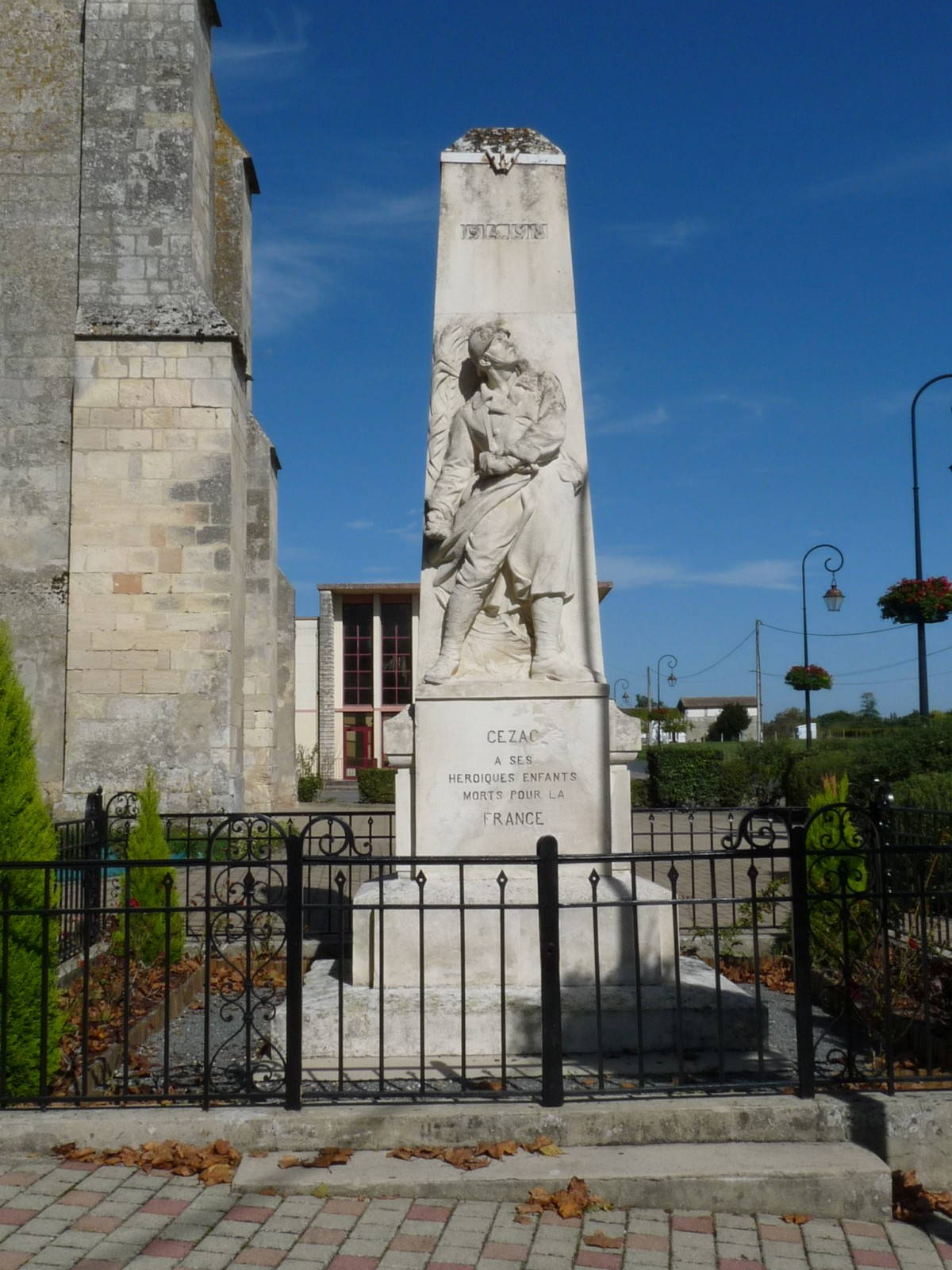
Gefallenendenkmal
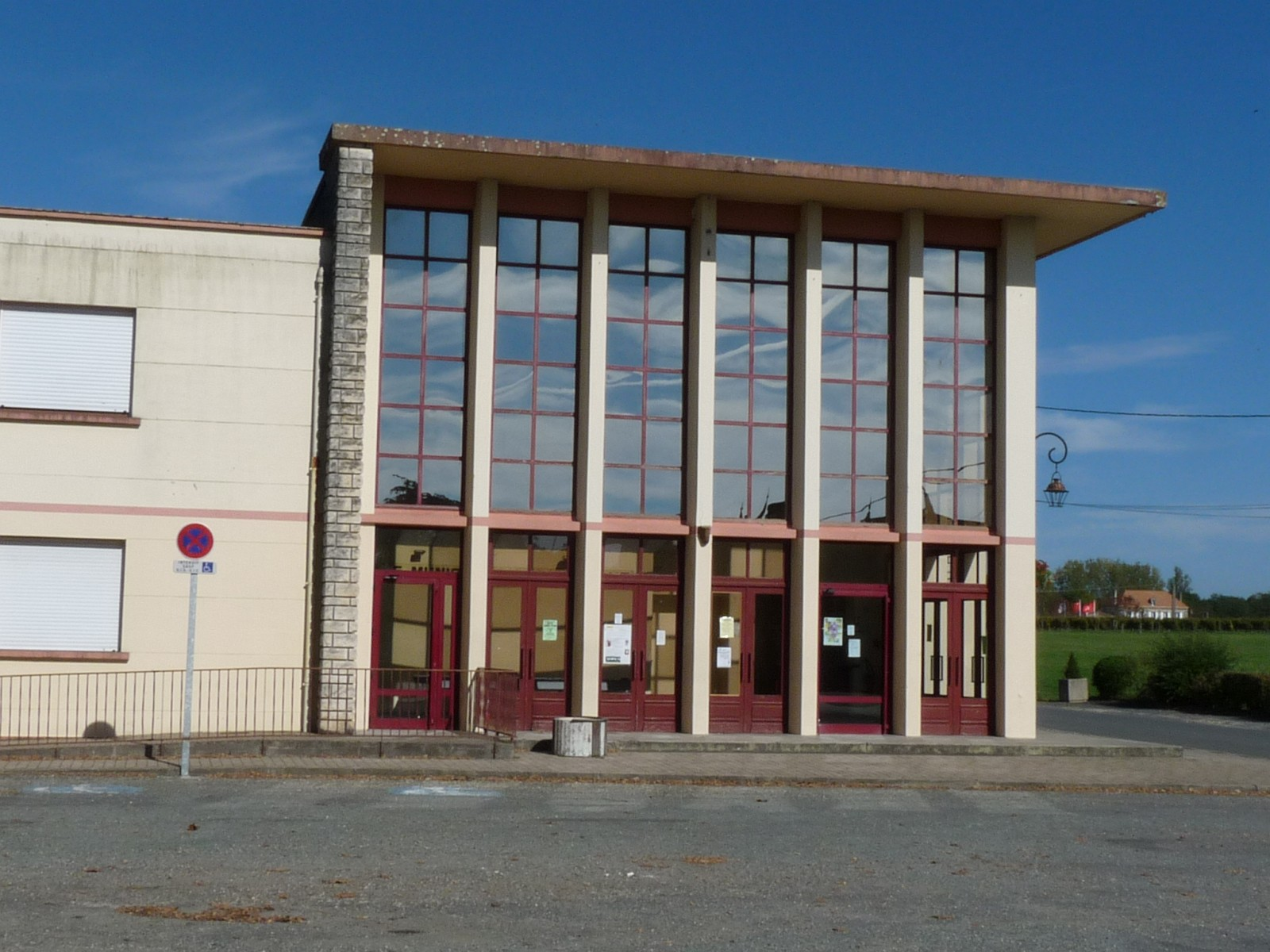
Gemeindefesthalle